# بيل ديفيز (لاعب كرة قدم)
بيل ديفيز (بالإنجليزية: William Davies)‏ هو لاعب كرة قدم بريطاني، (ولد في Penclawdd ‏ في المملكة المتحدة 1916  م). شارك مع منتخب ويلز الوطني لدوري الرغبي. أما مع النوادي، فقد لعب مع Huddersfield Giants ‏.